# Anders Anundsen
Anders Anundsen, né le 17 novembre 1975, est un homme politique norvégien.